# Saxifraga x mattfeldii
Saxifraga x mattfeldii es una planta herbácea de la familia de las saxifragáceas.
Es un híbrido compuesto por las especies Saxifraga cuneifolia y Saxifraga rotundifolia.

## Taxonomía
Saxifraga x mattfeldii fue descrita por Adolf Engler y publicado en Bot. Jahrb. Syst. 57(127): 63 1922.
Etimología
Saxifraga: nombre genérico que viene del latín saxum, ("piedra") y frangere, ("romper, quebrar"). Estas plantas se llaman así por su capacidad, según los antiguos, de romper las piedras con sus fuertes raíces. Así lo afirmaba Plinio, por ejemplo.
mattfeldii: epíteto otorgado en honor del botánico Johannes Mattfeld.